# ریزموش دم‌لاغر
ریزموش دم‌لاغر (نام علمی: Sminthopsis murina) نام یک گونه از سرده ریزموش‌ها است.